# Radu-Sever-Cristian Gheciu
Radu-Sever-Cristian Gheciu (n. 12 martie 1932) este un fost deputat român în legislatura 1996-2000, ales în județul Galați pe listele partidului PSDR iar din septembrie 200 a devenit deputat independent. În cadrul activității sale parlamentare, Gheciu a fost membru în grupurile parlamentare de prietenie cu Georgia, Republica Slovenia și Republica Federală Iugoslavia. Gheciu este ziarist și a fost redactor la TVR.